# Cixius servillei
Cixius servillei är en insektsart som beskrevs av Maximilian Spinola 1839. Cixius servillei ingår i släktet Cixius och familjen kilstritar. Inga underarter finns listade i Catalogue of Life.